# 和歌山県立那賀高等学校
和歌山県立那賀高等学校（わかやまけんりつ ながこうとうがっこう）は、和歌山県岩出市にある和歌山県立高等学校。通称は那高（なこう）。

## 設置学科
- 普通科
- 国際科

## 沿革

### 年表[1]
- 1923年（大正12年） - 和歌山県立那賀農業学校として開校。
- 1926年（大正15年） - 和歌山県立紀北農業学校と改称。
- 1948年（昭和23年） - 学制改革により和歌山県立那賀高等学校と改称。
- 2003年（平成15年） - 学力向上フロンティア・ハイスクール指定。
- 2022年（令和4年） - 創立100周年の記念式典が行われる。

## 基礎データ

### 所在地
- 和歌山県岩出市高塚115

### 通学区域
- 主に和歌山県岩出市・紀の川市・和歌山市などから通学している[2]。

### アクセス
- JR和歌山線岩出駅から徒歩約8分
- 岩出市巡回バス、紀の川コミュニティバス那賀総合庁舎前停留所下車すぐ

### 象徴

#### 校章
- 「高等学校」の高を図案化したものの上に、学校の所在地である岩出市に因む「くちなしの花」を置いたものである。

#### 制服
- 2023年（令和5年）度入学生まで
  - 冬服 男子：学ラン、女子：セーラー服
  - 夏服 男子：白ボタンダウンシャツ、女子：セーラー服
- 2024年（令和6年）度入学生から[3]
  - 冬服 男女ともにブレザー（男子はズボン、女子はスカート）
  - 夏服 男女ともにポロシャツ（男子はズボン、女子はスカート）

## 学校行事
毎年9月に文化祭・体育祭である「那高祭」が開催されるほか、球技大会や遠足、修学旅行などがある。

## 部活動

### 運動部
- 剣道部
- 柔道部
- 空手道部
- バスケットボール部
- 陸上競技部
- 卓球部
- バドミントン部
- 硬式野球部
- ハンドボール部
- バレーボール部
- ソフトテニス部
- サッカー部
- ラグビー部
- 水泳部
- ウエイトリフティング部

### 文化部
- 茶道部
- 科学部
- ボランティア部
- 吹奏楽部
- 放送部
- 英語部
- 家庭部
- 美術部
- 書道部
- 創作活動部
- 演劇部
- 写真部
- 将棋部
- 社会部
- 華道部
- 情報部
- 琴部

### 同好会
- 図書同好会

## 著名な卒業生
- 伊藤知貴（ポートワシントン） - お笑い芸人
- 笠谷翔平（ポートワシントン） - お笑い芸人
- 岩崎千明[5] - タレント
- 岸本健 - 和歌山県紀の川市長、元衆議院議員
- 楠見薫[6] - 女優
- 志賀俊之[7] - 日産自動車元最高執行責任者（COO)、産業革新機構元会長、経済同友会元副代表幹事、日本自動車工業会元会長
- 重谷ほたる - お笑いタレント、喜劇女優
- 土井豊[8]- 元プロ野球選手
- 猫田しゅばる - 脚本家、ディレクター
- 半田美永 - 日本文学研究者
- 平藤真治[9] - イベントプロデューサー、『神戸コレクション』『東京ランウェイ』『超十代』プロデューサー、映画『パラダイスキス』ファッションプロデューサー
- 三木孝志[10] - 陸上競技（やり投）選手
- 宮本久也[11] - 東京都立八王子東高等学校校長、全国高等学校長協会元会長
- 山口明夫[12] - 日本アイ・ビー・エム社長、経済同友会副代表幹事
- 横田久則[13] - 元プロ野球選手
- 吉田守一[14] - ハンドボール選手